# Démobilisation

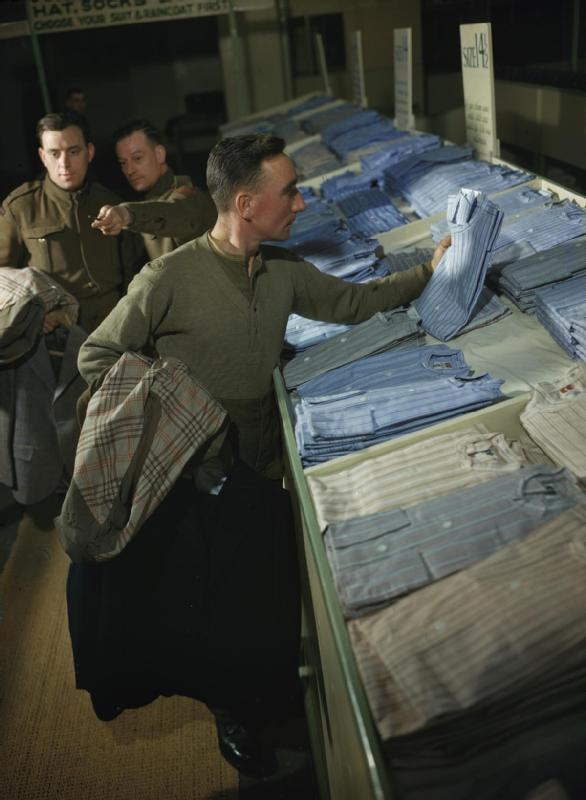
En 1944, dans un centre de démobilisation au Royaume-Uni, un militaire fait son choix parmi des chemises civiles.

La démobilisation est le fait de renvoyer à la vie civile des soldats mobilisés.

## Démobilisation à la fin de la Première Guerre mondiale
La démobilisation à la fin de la Première Guerre mondiale, chaotique en Allemagne, en Autriche-Hongrie et en Russie où les anciens combattants sont rentrés par leurs propres moyens, s’est effectuée de manière organisée dans les armées des États vainqueurs. Dans les armées française et anglaise, la longueur des opérations qui se sont étalées sur plus d’une année a suscité le mécontentement de soldats restés sous les drapeaux depuis plusieurs années.